# فرانکلین اسکوئر (نیویورک)
فرانکلین اسکوئر (به انگلیسی: Franklin Square) یک منطقهٔ مسکونی در ایالات متحده آمریکا است که در شهرستان نساو، نیویورک واقع شده‌است. فرانکلین اسکوئر ۷٫۵ کیلومتر مربع مساحت و ۲۹٬۳۲۰ نفر جمعیت دارد و ۲۰ متر بالاتر از سطح دریا واقع شده‌است.